# Савонијеро (Модена)
Савонијеро је насеље у Италији у округу Модена, региону Емилија-Ромања.
Према процени из 2011. у насељу је живело 56 становника. Насеље се налази на надморској висини од 568 м.